# Copa del Caribe de 1999
La Copa del Caribe de 1999 fue la 10.ª edición del torneo de selecciones nacionales más importante del Caribe organizado por la CFU, el cual tuvo a Trinidad y Tobago como la sede de la Ronda Final.
Trinidad y Tobago venció en la final a Cuba para lograr ser campeón por sétima vez en su historia.

## Primera Fase

### Grupo 1
Los partidos se jugaron en Nasáu,  Bahamas, los días 24, 26 y 28 de febrero de 1999.